# Кучкин, Владимир Андреевич
Влади́мир Андре́евич Ку́чкин (род. 30 декабря 1933 года, Москва) — советский и российский историк, доктор исторических наук (1979), автор многочисленных исследований по истории Московской Руси, исторической географии, генеалогии, древнерусской литературы.

## Биография
Сын историка А. П. Кучкина (1888—1973), брат писательницы О. А. Кучкиной (1936—2023).
Владимир Андреевич родился в Москве, окончив школу, поступил на исторический факультет МГУ, работал в семинаре М. Н. Тихомирова с Б. Н. Флоря и Л. В. Миловым. Окончил исторический факультет МГУ (1957), ученик профессора А. Н. Насонова и академика М. Н. Тихомирова.
По окончании университета молодого историка приняли в Институт истории АН СССР. В секторе источниковедения он оказался в составе группы, готовившей издания русских летописей. В 1967 году защитил кандидатскую диссертацию «Повести о Михаиле Тверском», в 1979 году — докторскую диссертацию «Формирование государственной территории Северо-Восточной Руси в X—XIV вв.». Усилиями Кучкина была завершена подготовка к публикации «Памятников Куликовского цикла», увидевших свет лишь в 1998 г. Был членом КПСС и последним секретарем партбюро Института истории СССР АН СССР. В настоящее время возглавляет Центр по истории Древней Руси Института российской истории РАН.
Главный редактор серии сборников «Источниковедение отечественной истории», член редколлегии журнала «Российская история» и ежегодника «Средневековая Русь».

## Награды
- Медаль ордена «За заслуги перед Отечеством» II степени (4 октября 2024 года) — за заслуги в научной деятельности и многолетнюю добросовестную работу[1]

## Основные работы
Книги
- Кучкин В. А. Повести о Михаиле Тверском : историко-текстологическое исследование. — М. : Наука, 1974. — 291 с.
- Кучкин В. А. Формирование государственной территории Северо-Восточной Руси в X–XIV вв.. — М. : Наука, 1984. — 352 с.
- Кучкин В. А. Русь под игом: как это было?. — М. : Панорама, 1991. — 32 с. — (Мгновения истории). — ISBN 5-85220-101-4.
- Кучкин В. А. Происхождение русского двуглавого орла. — М. : СигналЪ, 1999. — 28 с.
- Кучкин В. А. Договорные грамоты московских князей XIV века : внешнеполитические договоры. — М. : Древлехранилище, 2003. — 368 с. — ISBN 5-93646-054-1.
- Кучкин В. А. Дмитрий Донской. — М. : ФГУК «Государственный исторический музей», 2005. — 13 с. — (Выдающиеся личности в истории России).
- Кучкин В. А. Волго-Окское междуречье и Нижний Новгород в Средние века. — Нижний Новгород : Кварц, 2011. — 269 с. — ISBN 978-5-903581-37-5.

Статьи
- Кучкин В. А. Захоронение Ивана Грозного и русский средневековой погребальный обряд // Советская археология. — 1967. — № 1. — С. 289‒295.
- Кучкин В. А. Судьба «Хожения за три моря» Афанасия Никитина в древнерусской письменности // Вопросы истории. — 1969. — № 5. — С. 67‒77.
- Кучкин В. А. Сподвижник Дмитрия Донского // Вопросы истории. — 1979. — № 8. — С. 104–116.
- Кучкин В. А. Победа на Куликовом поле // Вопросы истории. — 1980. — № 8. — С. 3—21.
- Кучкин В. А. О месте Куликовской битвы // Природа. — 1984. — № 8. — С. 47—53.
- Кучкин В. А. «Слову о полку Игореве» — 800 лет // Преподавание истории в школе. — 1985. — № 4. — С. 12–19.
- Кучкин В. А. «Слово о полку Игореве» и междукняжеские отношения 60-х годов XI века // Вопросы истории. — 1985. — № 11. — С. 19‒35.
- Кучкин В. А. Ранние упоминания о Мусин-Пушкинском списке «Слова о полку Игореве» // Альманах библиофила. — Вып. 21. — М. : Книга, 1986. — С. 62–73.
- Кучкин В. А. О дате рождения Александра Невского // Вопросы истории. — 1986. — № 2. — С. 174‒176.
- Кучкин В. А. О роли Сергия Радонежского в подготовке Куликовской битвы // Вопросы научного атеизма. Вып. 37. Православие в истории России / Редкол. В. И. Гараджа (отв. ред.) и др.; Акад. обществ. наук ЦК КПСС. Ин-т научного атеизма. — М.: Мысль, 1988. — С. 100—116. — 303 с. — 20 700 экз. — ISBN 5-244-00202-3.
- Кучкин В. А., Флоря Б. Н. О профессиональном уровне книг по истории русской церкви // Вопросы истории. — 1988. — № 11. — С. 144‒156.
- Кучкин В. А. Ценный источник до истории России XIV—XVIII вв. (Вкладная книга Троице-Сергиева монастыря) // Вопросы истории. — 1989. — № 5.
- Добродомов И. Г., Кучкин В. А. Про дату битви новгород-сіверського князя Ігоря Святославича з половцями в 1185 р. // Укр. іст. журнал. 1989. № 12. С. 67—75.
- Кучкин В. А. О дате основания Московского Данилова монастыря // Вопросы истории. — 1990. — № 7. — С. 164‒166.
- Кучкин В. А. Сергий Радонежский // Вопросы истории. — 1992. — № 10. — С. 75‒92.
- Добродомов И. Г., Кучкин В. А. Об истинной истории народов Поволжья // Вопросы истории. — 1993. — № 8. — С. 189‒191.
- Кучкин В. А. «Русская земля» по летописным данным XI — первой трети XIII в. // Древнейшие государства Восточной Европы : материалы и исследования : 1992–1993 годы. — М. : Наука, 1995. — С. 74–100. — ISBN 5-02-009784-5.
- Кучкин В. А. Дмитрий Донской // Вопросы истории. — 1995. — № 5‒6. — С. 62‒83.
- Кучкин В. А. Москва в XII — первой половине XIII века // Отечественная история. — 1996. — № 1. — С. 3‒13.
- Кучкин В. А. Александр Невский — государственный деятель и полководец средневековой Руси // Отечественная история. — 1996. — № 5. — С. 18‒33.
- Кучкин В. А. Ханы Мамаевой орды // 90 лет Н. А. Баскакову: Сборник статей / Отв. ред. член-корр. РАН Э. Р. Тенишев; Институт языкознания РАН. — М.: Языки славянской культуры, 1997. — С. 115—123. — 248 с. — (Studia philologica). — 500 экз. — ISBN 5-7859-0029-7.
- Кучкин В. А. Формирование и развитие государственной территории восточных славян в IX‒XIII веках // Отечественная история. — 2003. — № 3. — С. 71‒80.
- Кучкин В. А. Был ли Русский Север Варягией в праиндоевропейское время? // Российская история. — 2010. — № 4. — С. 192‒207.
- Великий князь / Кучкин В. А. // Великий князь — Восходящий узел орбиты. — М. : Большая российская энциклопедия, 2006. — С. 5. — (Большая российская энциклопедия : [в 35 т.] / гл. ред. Ю. С. Осипов ; 2004—2017, т. 5). — ISBN 5-85270-334-6.